# Liste der denkmalgeschützten Objekte in Ilava
Die Liste der denkmalgeschützten Objekte in Ilava enthält die 16 nach slowakischen Denkmalschutzvorschriften geschützten Objekte in der Gemeinde Ilava im Okres Ilava.

## Denkmäler
| Foto |                 | Denkmal / č. ÚZPF                         | Standort / Konskr. Nr.                               | Offizielle Beschreibung                | Beschreibung                                                   | Metadaten                                                            |
| ---- | --------------- | ----------------------------------------- | ---------------------------------------------------- | -------------------------------------- | -------------------------------------------------------------- | -------------------------------------------------------------------- |
|      | Datei hochladen | Statue(sk) ObjektID: 302-734/0            | ? KG: Ilava Konskr.Nr.:                              | sv.Ján Nepomucký                       | St. Johannes Nepomuk                                           | č. NKP: 302-734/0 Stand des NKP: 2012-02-28 Name: SOCHA              |
| ja   | Datei hochladen | Pfarrhof(sk) ObjektID: 302-726/0          | Farská ul. 2 Standort KG: Ilava Konskr.Nr.: 86       | r.k.;bývalá fara                       | ehem. römisch-katholisches Pfarrhaus                           | č. NKP: 302-726/0 Stand des NKP: 2012-02-28 Name: FARA               |
| ja   | Datei hochladen | Bürgerhaus(sk) ObjektID: 302-727/1        | Farská ul. 7 Standort KG: Ilava Konskr.Nr.: 85       | solitér                                |                                                                | č. NKP: 302-727/1 Stand des NKP: 2012-02-28 Name: DOM MEŠTIANSKY     |
| ja   | Datei hochladen | Kapelle(sk) ObjektID: 302-727/2           | Farská ul. 7 Standort KG: Ilava Konskr.Nr.:          |                                        |                                                                | č. NKP: 302-727/2 Stand des NKP: 2012-02-28 Name: KAPLNKA            |
|      | Datei hochladen | Sockel(sk) ObjektID: 302-733/1            | Mierové nám. KG: Ilava Konskr.Nr.:                   | hranolový podstavec sochy sv. Floriána |                                                                | č. NKP: 302-733/1 Stand des NKP: 2015-09-09 Name: PODSTAVEC          |
|      | Datei hochladen | Statue mit Sockel(sk) ObjektID: 302-733/2 | Mierové nám. KG: Ilava Konskr.Nr.:                   | sv.Florián                             | St. Florian                                                    | č. NKP: 302-733/2 Stand des NKP: 2015-09-09 Name: SOCHA NA PODSTAVCI |
| ja   | Datei hochladen | Statue mit Sockel(sk) ObjektID: 302-735/1 | Mierové nám. Standort KG: Ilava Konskr.Nr.:          | Mariánsky stĺp                         | Mariensäule                                                    | č. NKP: 302-735/1 Stand des NKP: 2015-09-09 Name: SOCHA NA STĹPE     |
|      | Datei hochladen | Statue mit Sockel(sk) ObjektID: 302-735/2 | mestké múzeum KG: Ilava Konskr.Nr.:                  | socha Panny Márie-originál             |                                                                | č. NKP: 302-735/2 Stand des NKP: 2015-09-09 Name: SOCHA NA STĹPE     |
| ja   | Datei hochladen | Statue mit Sockel(sk) ObjektID: 302-735/3 | mestské múzeum Standort KG: Ilava Konskr.Nr.:        | socha Panny Márie-kópia                |                                                                | č. NKP: 302-735/3 Stand des NKP: 2015-09-09 Name: SOCHA NA STĹPE     |
|      | Datei hochladen | Festung(sk) ObjektID: 302-724/1           | Mierové nám. 1 KG: Ilava Konskr.Nr.: 1               | ;Protiturecká pevnosť                  | Türkenfestung                                                  | č. NKP: 302-724/1 Stand des NKP: 2012-02-28 Name: PEVNOSŤ            |
| ja   | Datei hochladen | Kirche(sk) ObjektID: 302-724/2            | Mierové nám. Standort KG: Ilava Konskr.Nr.:          | r.k.Všetkých svätých;Kostol trinitárov | römisch-katholische Allerheiligenkirche, Dreifaltigkeitskirche | č. NKP: 302-724/2 Stand des NKP: 2012-02-28 Name: KOSTOL             |
| ja   | Datei hochladen | Gasthof(sk) ObjektID: 302-731/0           | Mierové nám. 20 Standort KG: Ilava Konskr.Nr.: 90    | ;zájazdný hostinec s koniarňou         | Reiseunterkunft mit Stallungen (Hotel Moravec)                 | č. NKP: 302-731/0 Stand des NKP: 2012-02-28 Name: HOSTINEC PRÍCESTNÝ |
| ja   | Datei hochladen | Bürgerhaus(sk) ObjektID: 302-728/0        | Mierové nám. 22 Standort KG: Ilava Konskr.Nr.: 91    | radový                                 | Reihenhaus                                                     | č. NKP: 302-728/0 Stand des NKP: 2012-02-28 Name: DOM MEŠTIANSKY     |
| ja   | Datei hochladen | Brauerei(sk) ObjektID: 302-730/1          | Pivovarská ul. 58 Standort KG: Ilava Konskr.Nr.: 390 | ;sódovkáreň                            | Limonadenfabrik                                                | č. NKP: 302-730/1 Stand des NKP: 2012-02-28 Name: PIVOVAR            |
| ja   | Datei hochladen | Kamin(sk) ObjektID: 302-730/2             | Pivovarská ul. 58 Standort KG: Ilava Konskr.Nr.: 390 | ;továrenský komín                      | Fabrikschornstein                                              | č. NKP: 302-730/2 Stand des NKP: 2012-02-28 Name: KOMÍN              |
| BW   | Datei hochladen | Bürgerhaus(sk) ObjektID: 302-729/0        | Pivovarská ul. 60 Standort KG: Ilava Konskr.Nr.: 454 | nárožný                                | Eckhaus                                                        | č. NKP: 302-729/0 Stand des NKP: 2012-02-28 Name: DOM MEŠTIANSKY     |
| ja   | Datei hochladen | Mausoleum(sk) ObjektID: 302-2586/0        | KG: Klobušice Konskr.Nr.: 215                        | Baross Gábor;1848-1892,politik,národoh | Gábor Baross, Wirtschafts- und Verkehrspolitiker               | č. NKP: 302-2586/0 Stand des NKP: 2012-02-28 Name: MAUZÓLEUM         |
| ja   | Datei hochladen | Schloss(sk) ObjektID: 302-738/1           | Zámocká ul. 5 Standort KG: Klobušice Konskr.Nr.: 5   | ;Šipekyovský kaštieľ                   | Herrenhaus Šipeky                                              | č. NKP: 302-738/1 Stand des NKP: 2012-02-28 Name: KAŠTIEĽ            |
| ja   | Datei hochladen | Park(sk) ObjektID: 302-738/2              | Zámocká ul. 5 Standort KG: Klobušice Konskr.Nr.: 5   | anglický                               | englische Parkanlage                                           | č. NKP: 302-738/2 Stand des NKP: 2012-02-28 Name: PARK               |

## Legende
Die Tabelle enthält im Einzelnen folgende Informationen:
| Foto:                    | Fotografie des Denkmals. |
| Denkmal / č. ÚZPF:       | Die Übersetzung der Bezeichnung des Denkmals, wie sie vom Slowakischen Denkmalamt (Pamiatkový úrad Slovenskej republiky) verwendet wird. Die Originalbezeichnung ist unter dem Fragezeichen angegeben. Fehlt die Übersetzung, so wird die Originalbezeichnung direkt angezeigt. Weiters ist die Objekt-Identifikationsnummer (Objekt ID) angeführt. Sie ist die offizielle, in der Slowakei eindeutige Nummer č. ÚZPF inklusive der zugehörigen Zählnummer, wie sie in den Daten des Denkmalamtes angegeben wird. Da diese nur innerhalb eines Landkreises gezählt wird, ist dessen Nummer der Denkmalnummer vorangestellt. |
| Standort:                | Wenn in der Liste vorhanden, ist die Adresse angegeben. In Klammern kann sich noch eine zusätzliche Adresse befinden, wenn es beispielsweise ein Eckhaus ist. Bei freistehenden Objekten ohne Adresse (zum Beispiel bei Bildstöcken) ist eine Adresse angegeben, die in der Nähe des Objekts liegt. Durch Aufruf des Links Standort wird die Lage des Denkmals in verschiedenen Kartenprojekten angezeigt. Darunter sind die Katastralgemeinde (KG) und, wenn vorhanden, die Konskriptionsnummer (Konskr. Nr.) angegeben.                                                                                                   |
| Offizielle Beschreibung: | Es ist die Kurzbeschreibung auf Slowakisch, wie sie in den offiziellen Listen angegeben ist, eingetragen. |
| Beschreibung:            | Kurze Angaben zum Denkmal auf Deutsch. |
| Metadaten:               | Zusätzlich werden, wenn in den persönlichen Einstellungen das Helferlein Dauerhaftes Einblenden von Metadaten aktiviert ist, ebensolche angezeigt. |

- Karte mit allen Koordinaten:
- OSM |
- WikiMap